# Plogonnec
Plogonnec is een gemeente in het Franse departement Finistère, in de regio Bretagne. De plaats maakt deel uit van het arrondissement Quimper. Plogonnec telde op 1 januari 2022 3.223 inwoners.

## Geografie
De oppervlakte van Plogonnec bedroeg op 1 januari 2022 54,14 vierkante kilometer; de bevolkingsdichtheid was toen 59,5 inwoners per km².

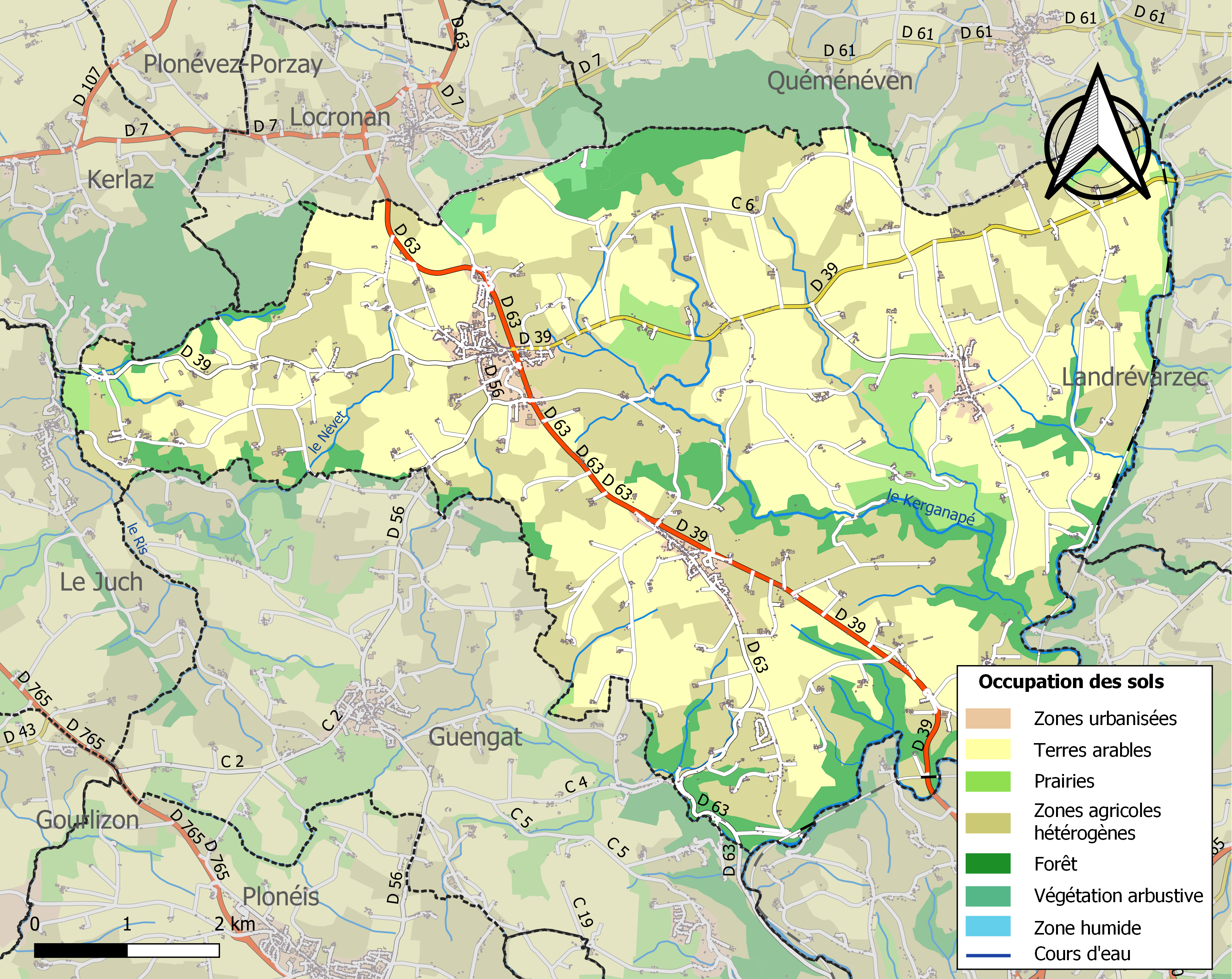
Kaart van de gemeente met belangrijkste infrastructuur, bodemgebruik en omliggende gemeenten

## Demografie
Onderstaande figuur toont het verloop van het inwonertal (bron: INSEE-tellingen).